# 黃立綱
黃立綱（1978年12月13日—），中华民国雲林縣虎尾鎮人，黃俊雄与西卿之子，早年与父親一起從事布袋戲相关工作，曾接觸賽車甩尾、街舞、Hip-hop等領域，现與黃俊雄及黃鳳儀共同经营天地多媒體，拍攝金光布袋戲系列，從《黑白龍狼傳》開始全程擔任口白。

## 工作
- 天地多媒體、金光多媒體國際有限公司負責人（2006年完全接手）

主要負責公司整體運作、口白配音。視工作性質，也會機動支援編劇、動畫製作、現場戲棚導演等。

## 事蹟
- 台灣首部八點檔布袋戲連續劇
- 中華民國建國一百年「台灣百大接班人」文創界亞軍
- 創立台灣第一部真人與布袋戲微電影《布袋甩尾》
- 台灣首部Full HD布袋戲《天地風雲錄之決戰時刻》
- 第二十屆上海電視節亞洲動畫創投會「優秀項目」[1]，由黃鳳儀幫助參與。
- 2016年8月27日帶領金光團隊首次舉辦「金光大匯演」[2]，完成金光布袋戲官方後援會「金光最大黨」會員限定首次大型布袋戲音樂表演劇。

## 作品

### 布袋戲
- 1996年

《金光霹靂菩薩藏》（錄影帶 全10 集）
《萬教大革殺》（錄影帶 全10 集）
- 1997年

《金光十八龍》（民視 全30 集）
- 1998年

《金光九天盤》（錄影帶 全18 集，未完）
- 1999年

《金庸布袋戲-射鵰英雄傳》（TVBS八點檔 全25 集）　
- 2000年

《雲州大儒俠(千禧年版)》（中視 全150 集）
- 2002年

《第一俠 苦海女神龍》（台視 全8 集）
《第一俠 苦海女神龍之霹靂城》（台視 全13 集）
- 2003年

《鷹燕龍虎榜》（台視 全12 集)
- 2004年

《天地風雲》原著:馬榮成改編香港漫畫風雲（華視 全45集）
- 2006年

《六合水滸傳》（民視 全40集）
- 2007年

《包公俠義傳》（公視 全52集）
8月13日至11月8日，每週一至週四21：00～21：45播出，改編自黃海岱的《七俠五義》。
- 2009年

《黑白龍狼傳》（DVD出租 全26集）
- 2011年

《布袋甩尾》（微電影）
- 2012年

《天地風雲錄之決戰時刻》（7-ELEVEN發行DVD 全20集）
協同崗華影視，獲得行政院新聞局100年度（2011年） 高畫質補助
《天地風雲錄之九龍變》（全家便利商店發行DVD 全36集）
- 2013年

《天地風雲錄之劍影魔蹤》（全家便利商店發行DVD 全20集）
《天地風雲錄之魔戮血戰》（全家便利商店發行DVD 全34集）
- 2014年

《金光御九界之墨武俠鋒》（全家便利商店發行DVD 全32集）
- 2015年

《金光御九界之墨世佛劫》（全家便利商店發行DVD 全32集）
《金光御九界之墨邪錄》（全家便利商店發行DVD 全22集）
- 2016年

《金光御九界之東皇戰影》（全家便利商店發行DVD 全40集）
- 2017年

《金光御九界之魆妖紀》（全家便利商店發行DVD 全32集）
《金光御九界之鬼途奇行錄》（全家便利商店發行DVD 全32集）
- 2018年

《金光御九界之齊神籙》（全家便利商店發行DVD 全32集）
- 2019年

《金光御九界之戰血天道》（全家便利商店發行DVD 全32集）
- 2021年

《金光御九界之仙古狂濤》（全家便利商店發行DVD 全32集）
- 2021年

《金光御九界之妖禍天劫》（全家便利商店發行DVD）

### 演唱
- 《天地風雲錄之決戰時刻》（2012年）

片頭曲《決戰時刻》
片尾曲《飄浪江湖》
- 《天地風雲錄之九龍變》（2012年）

片頭曲《天地金光》
片尾曲《隨風而去》
- 《天地風雲錄之劍影魔蹤》（2013年）

片頭曲《劍影魔蹤》
- 《天地風雲錄之魔戮血戰》（2013年）

片頭曲《千年迴》
片尾曲《風月雨愁》（2013年）
第二片頭曲《天地正氣》（2013年）
- 《金光御九界之墨世佛劫》（2015年）

片頭曲《天地一聲嘆》
- 《金光御九界之墨邪錄》（2015年）

片頭曲《戰殤》
- 《金光御九界之東皇戰影》（2016年）

片頭曲《紅塵壯懷》
片尾曲《夢中的歸處》（2016年）
- 《金光御九界之鬼途奇行錄》（2017年）

片頭曲《英雄志》
片尾曲《月圓人缺》（2017年）
- 《金光御九界之齊神籙》

片尾曲《崢嶸歲月》（2018年）
- 《金光御九界之仙古狂濤》

片頭曲《十年一劍》
片尾曲《英雄泣》

## 錄音作品
- 徐董還我河山(台語版) 【俠搞瞎搞一】
- 寇蘭拉麵(台語版) 【俠搞瞎搞二】
- 悟空傳(台語版) 【俠搞瞎搞三】
- 騎翼博士VS檳榔博士(台語版) 【俠搞瞎搞四】
- 秒殘老師(台語版) 【俠搞瞎搞五】
- 撞嗑後的心聲 【俠搞瞎搞六】
- 終於希特勒講台語了 【俠搞瞎搞七】
- 猛毒講台語了！！ 【俠搞瞎搞八】
- 皮卡丘開口說台語了！！ 【俠搞瞎搞九】

## 外部連結
- 大俠-黃立綱Facebook專頁
- 金光官方微博
- 俠搞瞎搞 youtube頻道